# Earl Hindman
Earl John Hindman (* 20. Oktober 1942 in Bisbee, Arizona; † 29. Dezember 2003 in Stamford, Connecticut) war ein US-amerikanischer Schauspieler.

## Leben
Earl Hindman war der Sohn von Eula und Burl Latney Hindman, der in der Ölpipelineindustrie arbeitete.
Hindman studierte Schauspiel an der University of Arizona.
Hindman spielte von 1975 bis 1984  und von 1988 bis 1989 den Detektiv Bob Reid in der Serie Ryan’s Hope. Außerdem war er im Jahre 1974 als Mr. Brown in dem Film Stoppt die Todesfahrt der U-Bahn 123 zu sehen. 1983 wirkte Hindman an der Seite von Johnny Cash in dem Spielfilm Mord im falschen Bezirk mit.
Einem breiten Publikum wurde Hindman durch seine Darstellung des Wilson Wilson Jr. in der US-Sitcom Hör mal, wer da hämmert bekannt. In der Serie spielte Hindman die Rolle des Nachbarn der Familie Taylor, der zu jeder Situation des Alltagslebens eine entsprechende Lebensweisheit parat hat. Das Ungewöhnliche an dieser Figur war, dass ihr Gesicht so gut wie nie vollständig zu sehen war, sondern ein Teil in der Regel durch irgendetwas – meist durch einen Zaun – verdeckt wurde. Diese dramaturgische Idee beruhte auf einem Kindheitserlebnis von Tim Allen, dem Erfinder und Hauptdarsteller der Serie: Als Kind konnte auch er das Gesicht einer seiner früheren Nachbarn nie vollständig sehen, da er noch zu klein war, um über den Zaun blicken zu können.
Hindman war mit Molly McGreevy verheiratet und hatte zwei Kinder. Er starb an Lungenkrebs.

## Filmografie (Auswahl)
- 1967: Teenage Mother
- 1974: Zeuge einer Verschwörung (The Parallax View)
- 1974: Stoppt die Todesfahrt der U-Bahn 123 (The Taking of Pelham One Two Three)
- 1975–1989: Ryan’s Hope (Fernsehserie, 495 Folgen)
- 1981: Die Kadetten von Bunker Hill (Taps)
- 1983: Mord im falschen Bezirk (Murder in Coweta County)
- 1985: Silverado
- 1985–1987: Spenser (Fernsehserie, 2 Folgen)
- 1986–1987: Der Equalizer (The Equalizer, Fernsehserie, 4 Folgen)
- 1987: Noch drei Männer, noch ein Baby (Three Men and a Baby)
- 1991: Die Ballade vom traurigen Café (The Ballad of the Sad Cafe)
- 1991–1999: Hör mal, wer da hämmert (Home Improvement, Fernsehserie, 203 Folgen)
- 2000: Law & Order (Fernsehserie, eine Folge)
- 2002: Criminal Intent – Verbrechen im Visier (Fernsehserie, Folge 1x11)
- 2003: Tim Allen präsentiert: Das große Special zu „Hör’ mal, wer da hämmert!“ (Tim Allen Presents: A User’s Guide to Home Improvement)